# Amerley Ollennu Awua-Asamoa
Pour les articles homonymes, voir Ollennu.
Amerley Ollennu Awua-Asamoa (née en 1956) est une diplomate ghanéenne et membre du Nouveau Parti patriotique du Ghana. Elle est depuis 2017 ambassadrice du Ghana au Royaume de Danemark, avec accréditation simultanée en Suède, Finlande et Islande. 

## Enfance et éducation
Elle est la fille de Nii Amaa Ollennu, juriste, juge et président par intérim et Président du Parlement du Ghana pendant la Deuxième République. Il a été chef de l'État du pays après la fin du gouvernement militaire en août 1970.
Sa mère est Nana Afua Frema Busia, l'ancienne reine mère de la région traditionnelle Wenchi.
Après le pensionnat pour filles Mmofraturo à Kumasi, Amerley Ollennu a fréquenté l'école secondaire Apam et la Kumasi Academy. Elle est titulaire d'un baccalauréat universitaire en droit et en sociologie de l'université des sciences et technologies Kwame Nkrumah. Elle a obtenu sa maîtrise avec une thèse sur les femmes et le développement de l'Institut des sciences sociales de La Haye, un diplôme du College of Professional Management de Jersey et le Executive Master of Business Administration de l'Institut ghanéen de gestion et d'administration publique.

## Carrière
Ollennu Awua-Asamoa a travaillé pour la compagnie d'électricité du Ghana (ECG) dans le domaine des ressources humaines. Là, elle a fait campagne pour l'égalité et mis en œuvre la directive sur le VIH sur le lieu de travail. Après divers postes de direction et de direction, elle a été directrice générale dans le domaine de la gestion stratégique du personnel. Le personnel de l'ECG l'a élue deux fois à la présidence des «Power Queens».
Avant d'être nommée ambassadrice, Ollennu Awua-Asamoa était directrice exécutive de l'Association of African Women in Development (AAWID), une organisation non gouvernementale ghanéenne qui travaille au niveau local pour autonomiser les femmes. Elle a également travaillé comme chef de la division des femmes au Bureau Afrique de la World Federation of United Nations Associations (FMANU) au Ghana.
Ollennu Awua-Asamoa a été cofondatrice et directrice exécutive de l'Association des femmes africaines dans le développement, vice-présidente de la Society for Women and AIDS in Africa (SWAA) Ghana et a développé des projets de soins de santé dans la région de Brong-Ahafo. Elle est membre de l'Institut ghanéen de gestion, de l'Institut des praticiens de la gestion des ressources humaines (IHRMP) et du Réseau pour les droits des femmes (NETRIGHT) au Ghana.

## Nomination d'ambassadeur
En juillet 2017, le président Nana Akufo-Addo a nommé Awua-Asamoa ambassadrice du Ghana au Danemark. Elle faisait partie de vingt-deux Ghanéens distingués qui ont été nommés à la tête de diverses missions diplomatiques ghanéennes dans le monde,,.  